# Arrondissement de Bobigny
L'arrondissement de Bobigny est une division administrative française, située dans le département de la Seine-Saint-Denis et la région Île-de-France.

## Histoire
L'arrondissement chef-lieu de la Seine-Saint-Denis regroupait les communes issues de l'ancien département de la Seine lors de la création du département en 1968.
Les communes issues de l'ancien département de Seine-et-Oise formèrent, elles, l'arrondissement du Raincy.
Le décret no 93-259 du 26 février 1993 détacha 9 communes de l'arrondissement de Bobigny, qui forment depuis l'arrondissement de Saint-Denis.

## Composition

L'arrondissement de Bobigny correspondant à la partie de l'ancien département de la Seine en 1964
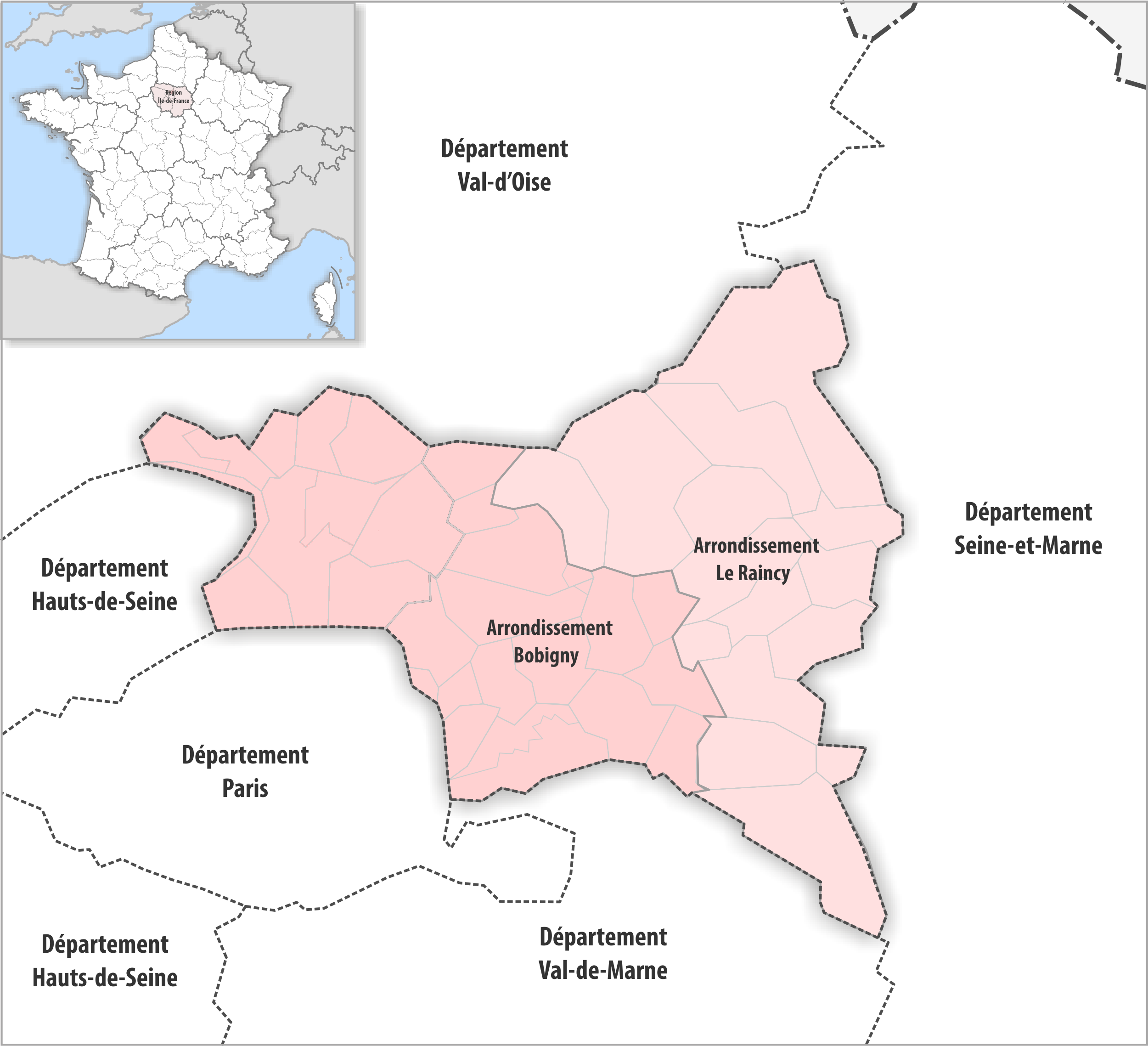
Arrondissements entre 1968 et 1993
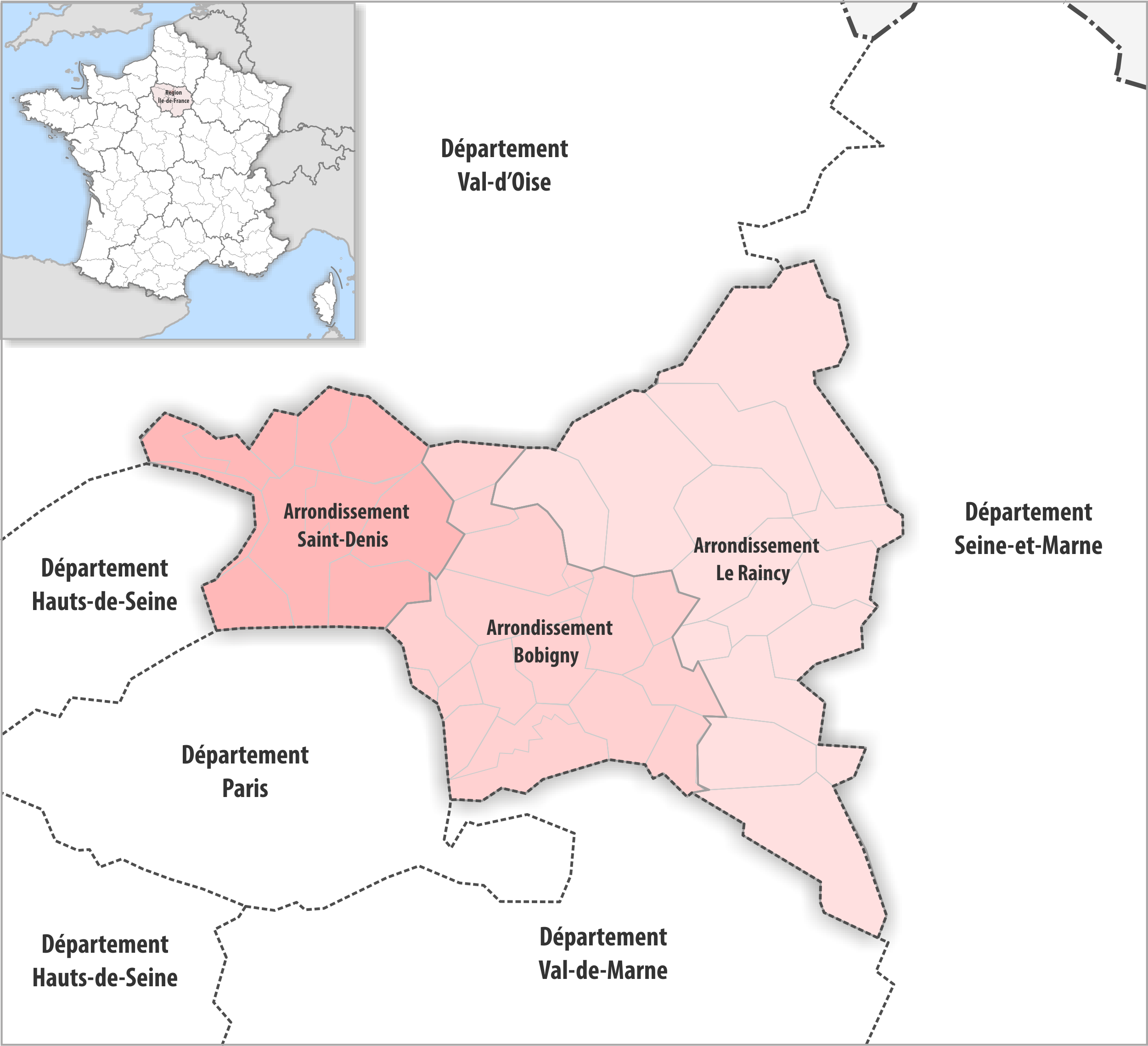
Arrondissements entre 1993 et 2016
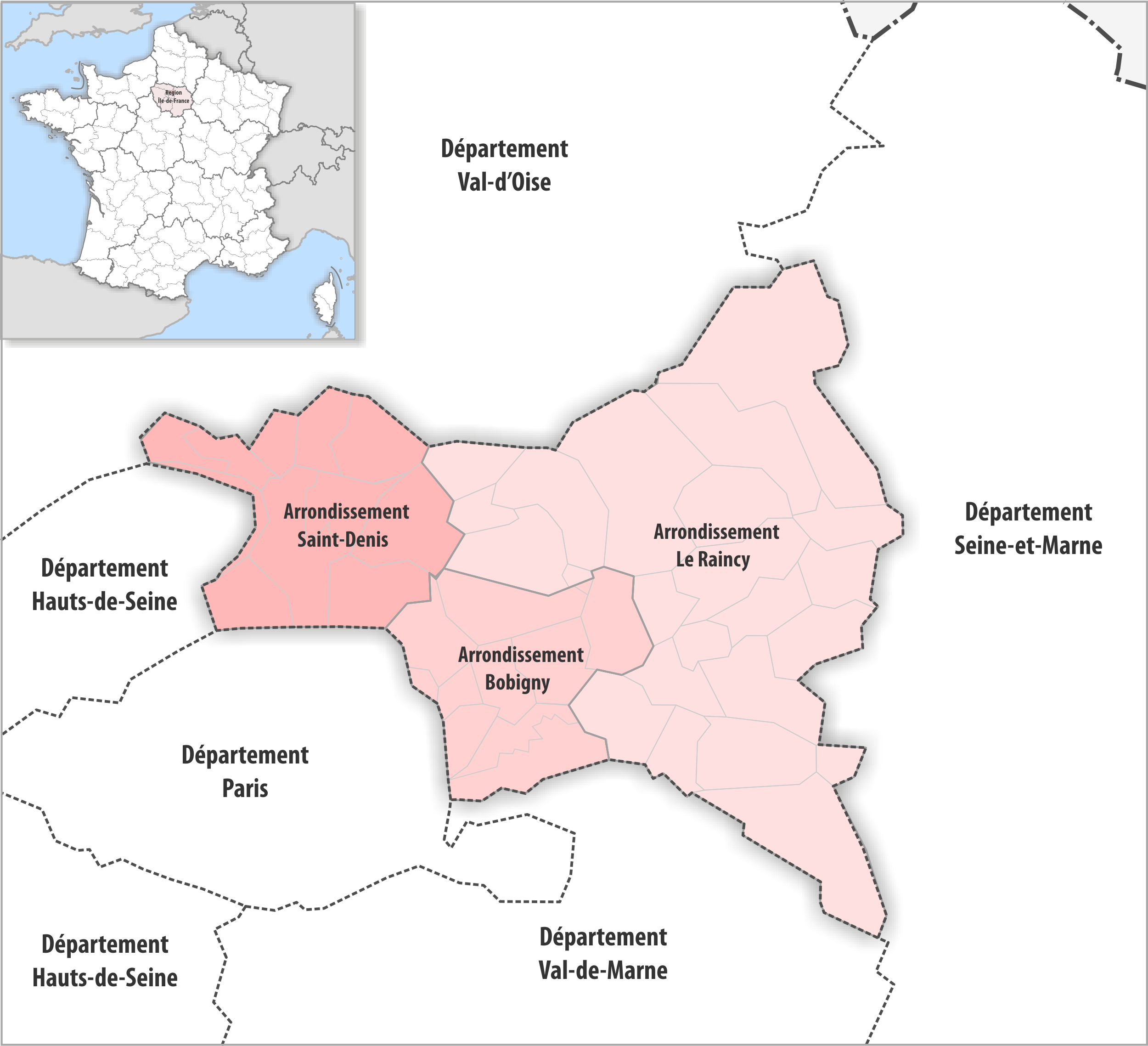
Arrondissements depuis 2017

### Composition de 1968 à 1993
L'arrondissement de Bobigny était composé de 24 communes :
- Aubervilliers
- Bobigny
- Bagnolet
- Bondy
- Le Bourget
- La Courneuve
- Drancy
- Dugny
- Épinay-sur-Seine
- L'Île-Saint-Denis
- Les Lilas
- Montreuil
- Noisy-le-Sec
- Pantin
- Les Pavillons-sous-Bois
- Pierrefitte-sur-Seine
- Le Pré-Saint-Gervais
- Romainville
- Rosny-sous-Bois
- Saint-Denis
- Saint-Ouen-sur-Seine
- Stains
- Villemomble
- Villetaneuse

### Composition de 1993 à 2016

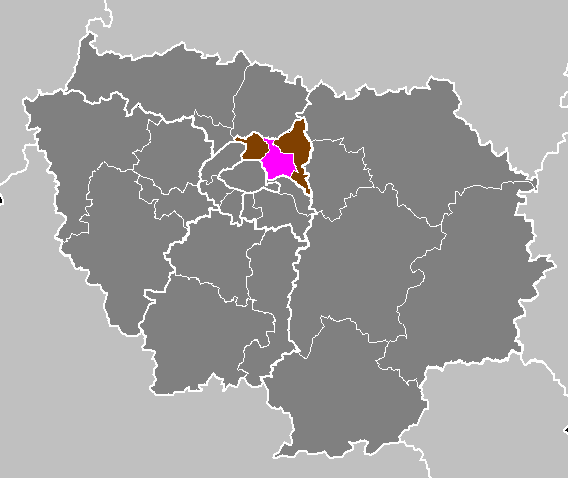
Localisation de l'arrondissement avant 2015.

L'arrondissement de Bobigny était composé de 15 communes :
- Bobigny
- Bagnolet
- Bondy
- Le Bourget
- Drancy
- Dugny
- Les Lilas
- Montreuil
- Noisy-le-Sec
- Pantin
- Les Pavillons-sous-Bois
- Le Pré-Saint-Gervais
- Romainville
- Rosny-sous-Bois
- Villemomble

### Découpage communal depuis 2015
Depuis 2015, le nombre de communes des arrondissements varie chaque année soit du fait du redécoupage cantonal de 2014 qui a conduit à l'ajustement de périmètres de certains arrondissements, soit à la suite de la création de communes nouvelles. À partir du 1er janvier 2017, l'arrondissement est composé des seules neuf communes de l'Établissement public territorial Est Ensemble,.
Le nombre de communes de l'arrondissement de Bobigny est ainsi de 15 en 2015, 15 en 2016 et 9 en 2017.
Au 1er janvier 2024, l'arrondissement groupe les 9 communes suivantes :
1. Bagnolet
2. Bobigny
3. Bondy
4. Les Lilas
5. Montreuil
6. Noisy-le-Sec
7. Pantin
8. Le Pré-Saint-Gervais
9. Romainville

## Démographie
En 2022, l'arrondissement comptait 441 048 habitants.
| 1968    | 1975    | 1982    | 1990    | 1999    | 2006    | 2011    | 2016    | 2021    |
| ------- | ------- | ------- | ------- | ------- | ------- | ------- | ------- | ------- |
| 521 774 | 530 216 | 513 558 | 523 849 | 529 237 | 572 550 | 582 112 | 415 958 | 439 276 |

| 2022    | - | - | - | - | - | - | - | - |
| ------- | - | - | - | - | - | - | - | - |
| 441 048 | - | - | - | - | - | - | - | - |